# Championnats d'Europe de skeleton 2009
Navigation
Édition précédente Édition suivante
Les championnats d'Europe de skeleton 2009, quinzième édition des championnats d'Europe de skeleton, ont lieu les 16 et 17 janvier 2009 à Saint-Moritz, en Suisse. L'épreuve masculine est remportée par l'Allemand Frank Rommel devant le Britannique Kristan Bromley et le Suisse Gregor Stähli tandis que la Britannique Shelley Rudman gagne l'épreuve féminine devant l'Allemande Marion Trott et la Suisse Maya Pedersen.